# Karp po żydowsku

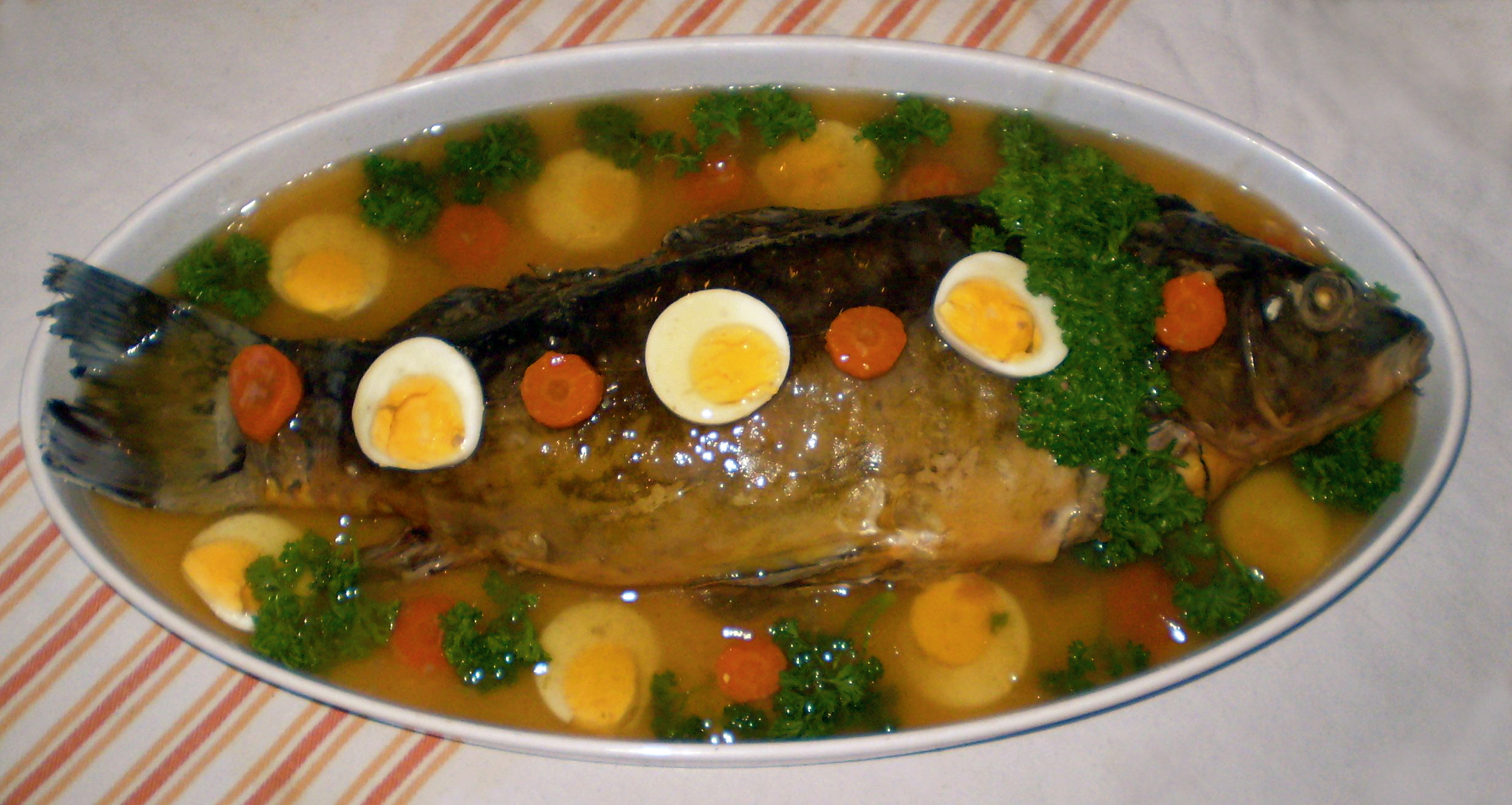
Karp po żydowsku w wersji faszerowanej

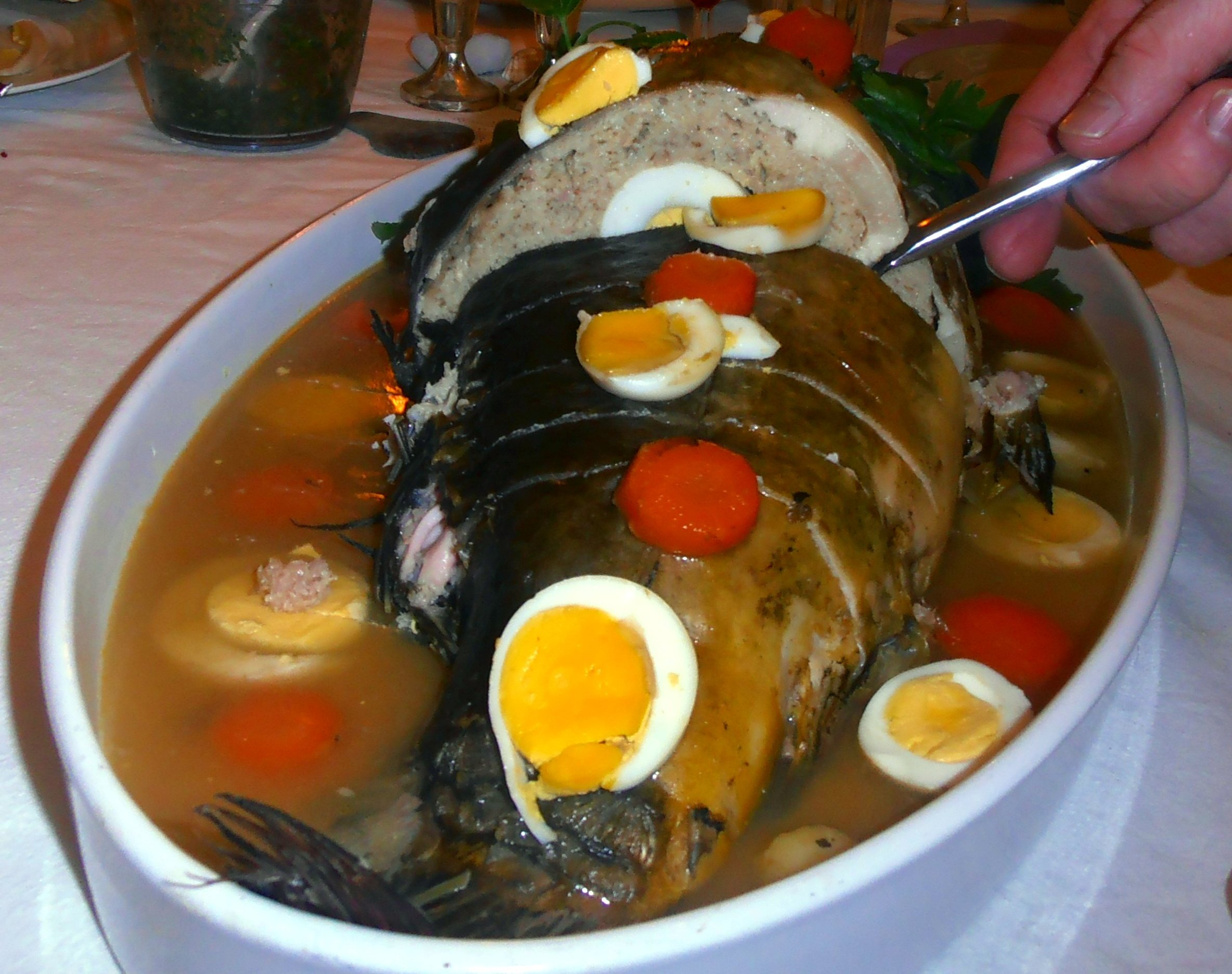
Farsz karpia po żydowsku

Karp po żydowsku (gefilte fisz, z jidysz: געפֿילטע פֿיש) – karp w galarecie podany na słodko, tradycyjna świąteczna potrawa polskich Żydów, która stała się też jednym z polskich dań wigilijnych.

## Historia i pochodzenie
Faszerowana ryba jest tradycyjnym daniem aszkenazyjskich Żydów w Europie Środkowo-Wschodniej. Jednak karp na słodko to tradycyjne danie Żydów Rzeczypospolitej (szczególnie południowej Polski i zachodniej Ukrainy). Przepisów na tak przyrządzanego karpia nie podają książki kucharskie w Izraelu. Podobnie niemieckie tradycyjne przepisy kuchni koszernej nie zawierają takiego dania: faszerowano tam szczupaka albo inne ryby. Natomiast karp przyrządzany przez litewskich Żydów nie jest słodki, gdyż tam używa się więcej pieprzu, a mniej cukru. Granica między regionami, gdzie karp przygotowany jest na słodko i na ostro, nazywana była granicą gefilte fisz i oddzielała Żydów galicyjskich od Litwaków, którzy posługiwali się również nieco inną wersją jidysz niż Żydzi Korony.

## Przepisy
Nie istnieje jeden przeważający przepis na karpia po żydowsku, jednak wszystkie klasyczne przepisy łączy podawanie tej ryby na zimno, w słodkiej galarecie, obfitującej w rodzynki i posiekane w płatki migdały, niekiedy również plasterki marchwi i jajka. Wywar, z którego  powstaje galareta, przygotowany jest z głowy i kręgosłupa ryby, pomału gotowanych przez wiele godzin z dużą ilością cebuli i innych warzyw.
W różnych domach tradycja każe podawać dzwonka ryby w całości bądź też mięso ryby jest rozdrobnione w postaci farszu zawiniętego w skórę ryby (pozorującą całą rybę), w którym jest ono zmieszane z cebulą, jajami, macą (czasem w postaci kulek), migdałami i przyprawami do smaku. Często dzwonka ryby są wypełniane tak przygotowanym farszem.
Wersje niekoszerne wykorzystują do galarety żelatynę wieprzową.
Tradycyjnie karp po żydowsku był podawany z chałką.